# یوژف فن پلاتی
یوژف فن پلاتی (انگلیسی: József von Platthy؛ ۱۷ دسامبر ۱۹۰۰ – ۲۱ دسامبر ۱۹۹۰) سوارکار پرش اهل مجارستان بود.